# Giorgio da Erba
Giorgio da Erba (Parma, fine del XV secolo – Parma, post 1540) è stato un architetto italiano.

## Biografia
Apparteneva a una grande famiglia di architetti e ingegneri, forse originari della Lombardia, attivi a Parma fra il XV e XVI secolo.
Tra il 1510 e il 1514 diresse i lavori dell'appartamento privato della badessa Giovanna Piacenza all'interno del monastero di San Paolo a Parma.
Nel secondo decennio del XVI secolo progettò la chiesa di San Michele. Nel 1523 lavorò ai restauri della cupola del duomo.
Nel 1526 fu eletto ingegnere del Comune di Parma ed eseguì una mappa planimetrica della città.
Gli sono attribuiti la chiesa di San Marcellino e il palazzetto Eucherio Sanvitale.
Prese parte ai lavori per le opere di fortificazione di Parma volute da papa Clemente VII, ma non è chiaro il suo ruolo.